# Sécheresse et incendie en Papouasie-Nouvelle-Guinée
La Papouasie-Nouvelle-Guinée, qui est située à l'extrême Est de l'océan Indien (dans  l'archipel indonésien), est confrontée aux conséquences indirectes du phénomène El Niño.
Ce phénomène climatique se caractérise par un courant océanique chaud, qui apparaît vers la période de Noël, au niveau de l'océan Pacifique (au large des côtes du Pérou et de  l'Équateur). Issu d'une perturbation atmosphérique, il entraîne, entre autres, le déplacement des zones de précipitations, provoquant ainsi d’importantes périodes de sécheresse dans l'Ouest de l’océan Pacifique, et notamment en Papouasie-Nouvelle-Guinée.

## Climat
Le phénomène El Niño frappe généralement au début de l’hiver. Cette période de l’année est habituellement riche en précipitations, mais également en gelées lorsque l'altitude augmente.

## Les conséquences du phénomène El Niño
Le déplacement des zones de précipitations crée donc une zone de sécheresse au niveau de la Papouasie Nouvelle-Guinée, déshydratant le sol et détruisant la végétation. Les feux de brousse, favorisés par la sécheresse, se déclarent alors à la moindre négligence (mégot de cigarette, braises mal éteintes, feu incontrôlé suffisent).
Cependant, si certains incendies sont de nature accidentelle, d’autres sont provoqués volontairement. En effet, le territoire abrite d’importantes richesses naturelles tels que des hydrocarbures (pétrole, gaz...) mais aussi des mines d’or et de cuivre. L’exploitation forestière, déjà très importante (exportations), s’est accrue ces dernières années, d’une part à cause du besoin vital de terres disponibles pour l’agriculture, et d’autre part, à cause des bénéfices qu’elle génère. Certains incendies sont donc déclenchés par des grandes sociétés d’exploitation forestière, dans le but de débroussailler des parcelles de terrain.

## Le phénomèneEl Niño
El Niño se caractérise par un courant océanique chaud apparaissant vers la période de Noël au niveau de l'Océanie, surnommé « El Niño », il est d'une intensité exceptionnelle. Transformant la terre en ciment et rendant impossible l’agriculture, plus de 500 000 personnes ont été affectées par la sécheresse (ce qui s'est traduit par des milliers de morts), et ce sont deux millions d’hectares de forêt qui ont brûlé.